# Microgomphus jannyae
Microgomphus jannyae is een echte libel uit de familie van de rombouten (Gomphidae).
De soort staat op de Rode Lijst van de IUCN als niet bedreigd, beoordelingsjaar 2006.
De wetenschappelijke naam van de soort werd in 1992 gepubliceerd door Jean Legrand. De typelocatie is Gbakoré aan de Gba rivier, Mont Nimba in Guinee.